# BYD Sealion 05 DM-i
BYD Sealion 05 DM-i ― гібридний компактний кросовер, який випускається з 2024 року компанією BYD. 

## Опис

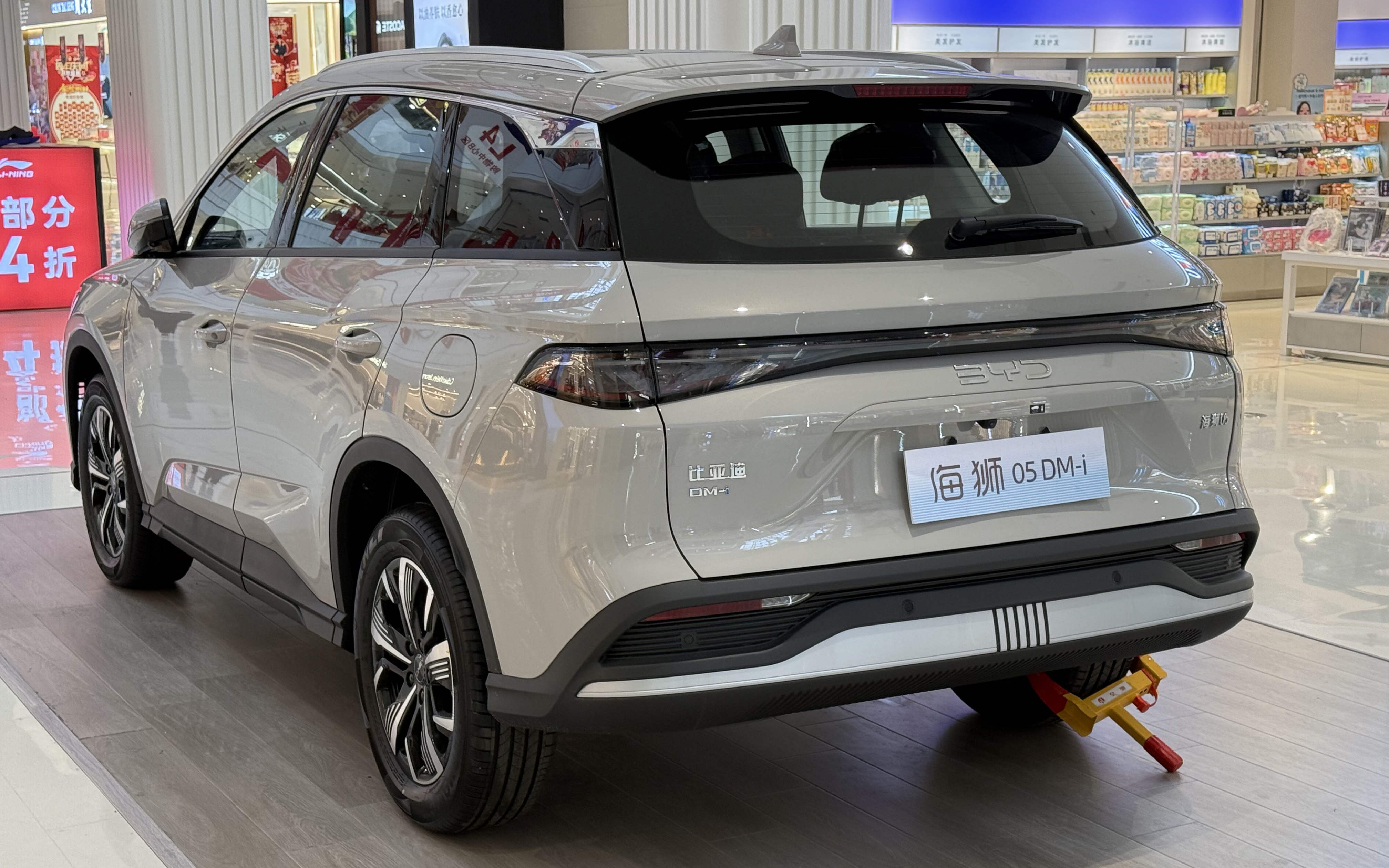

Він є спорідненою моделлю BYD Song Pro і частиною серії позашляховиків Sealion, що поширюється через дилерські центри Ocean Network.
Продажі BYD Sealion 05 почалися у вересні 2024 року паралельно з BYD Song Pro. Дизайн багато в чому запозичений у седана BYD Destroyer 05.
Sealion 05 DM-i оснащений гібридною системою BYD DM п'ятого покоління, яка поєднує 1,5-літровий атмосферний двигун з максимальною потужністю 74 кВт (99 к.с.) та електродвигун потужністю 120 кВт (160 к.с.). Він пропонує два варіанти літій-залізо-фосфатних акумуляторів: 12,9 кВт⋅год та 18,3 кВт⋅год, що забезпечують запас ходу на електротязі 75 км та 115 км за циклом CLTC.
Що стосується паливної економічності, Sealion 05 DM-i досягає низьких показників споживання палива, з мінімальним показником 3,79 л/100 км у стані низького заряду батареї згідно зі стандартом NEDC. У циклі WLTC витрата палива коливається від 4,85 л/100 км до 4,9 л/100 км. Силовий агрегат поєднується з коробкою передач E-CVT.

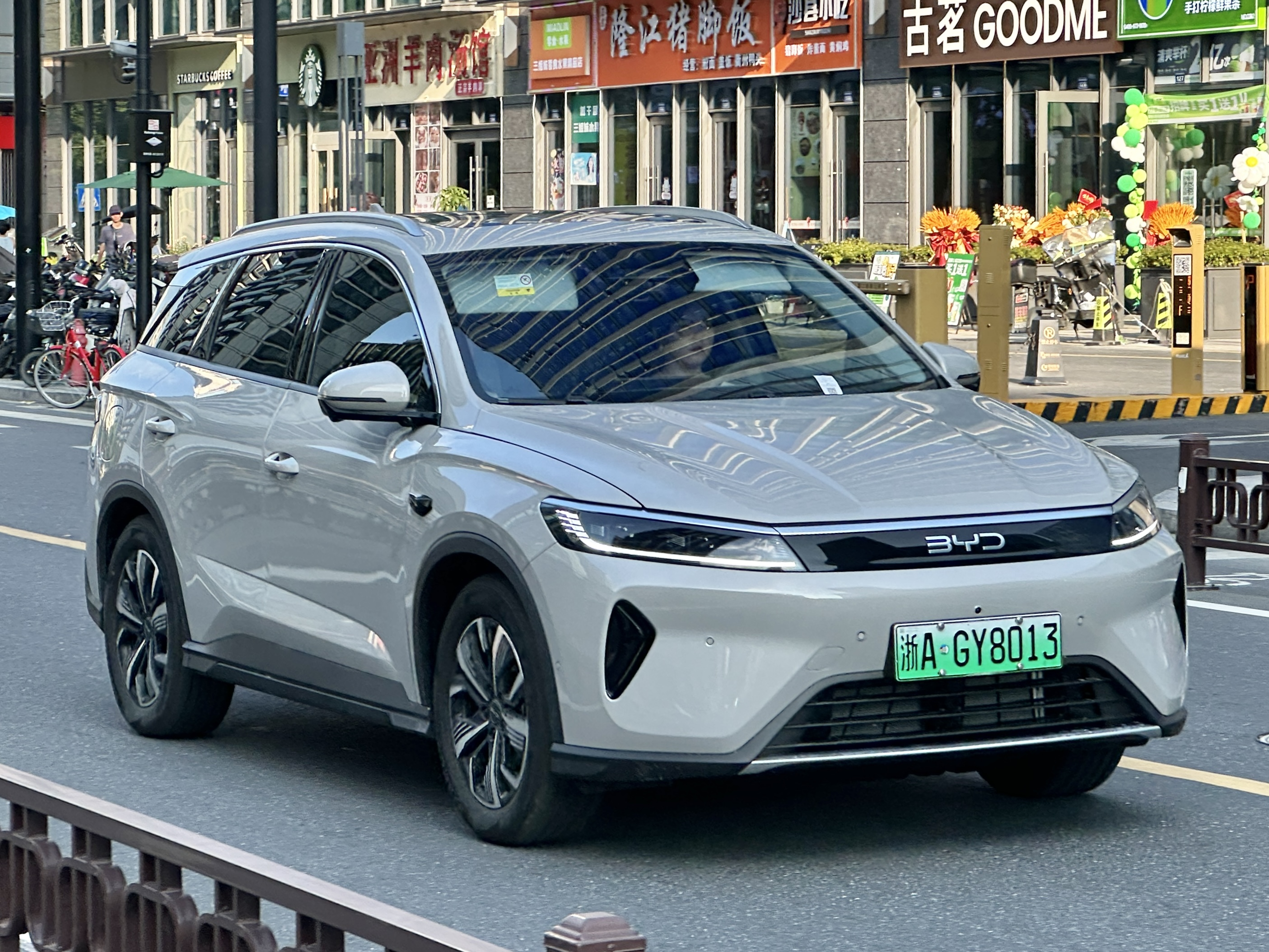
BYD Sealion 05 DM-i (з 2025)

У салоні Sealion 05 DM-i є повністю цифрова панель приладів та 15,6-дюймовий поворотний сенсорний екран з інформаційно-розважальною системою DiLink. 
Об'єм багажного відділення становить 407 літрів, а якщо скласти задні сидіння — 1430 літрів. 
Sealion 05 DM-i було оновлено в лютому 2025 року, через шість місяців після першого випуску. Він отримав переглянуту передню частину та оновлену вдосконалену систему допомоги водієві, яка продається як God's Eye C та DiPilot 100, яка використовує 12 камер, 5 радарів, 12 ультразвукових датчиків і чіп Nvidia.

### Двигун
- 1,5 л BYD472QC I4